# Daisuke Sudō
Daisuke Sudō (japanisch 須藤 大輔 Sudō Daisuke; * 25. April 1977 in der Präfektur Kanagawa) ist ein japanischer Fußballtrainer und ehemaliger Fußballspieler.

## Karriere

### Spieler
Sudō erlernte das Fußballspielen in der Schulmannschaft der Toko Gakuen High School und der Universitätsmannschaft der Tokai-Universität. Seinen ersten Vertrag unterschrieb er 2000 bei den Mito HollyHock. Der Verein spielte in der zweithöchsten Liga des Landes, der J2 League. Für den Verein absolvierte er 67 Spiele. 2002 wechselte er zum Ligakonkurrenten Shonan Bellmare. Für den Verein absolvierte er 22 Spiele. 2003 wechselte er zum Ligakonkurrenten Ventforet Kofu. Am Ende der Saison 2005 stieg der Verein in die J1 League auf. Für den Verein absolvierte er 126 Spiele. 2008 wechselte er zum Ligakonkurrenten Vissel Kobe. Für den Verein absolvierte er sieben Erstligaspiele. Danach spielte er bei den Fujieda MYFC. Ende 2010 beendete er seine Karriere als Fußballspieler.

### Trainer
Seine Trainerlaufbahn begann er am 1. April 2011 als Co-Trainer bei dem Universitätsverein Yamanashi Gakuin University Orions. Hier stand er bis Ende März 2015 unter Vertrag. Am 4. Juni 2018 übernahm er das Traineramt bei Gainare Tottori. Der Verein, der in der Präfektur Tottori beheimatet ist, spielte in der dritten japanischen Liga. Bei Tottori stand er bis Saisonende unter Vertrag. Am 12. Juli 2021 unterschrieb er einen Vertrag als Cheftrainer beim Drittligisten Fujieda MYFC. Am Ende der Saison 2022 feierte er mit dem Verein die Vizemeisterschaft und den Aufstieg in die zweite Liga.

## Erfolge

### Trainer
Fujieda MYFC
- Japanischer Drittligavizemeister: 2022  ▲